# Discographie de Sylvie Vartan
Cet article présente la discographie de Sylvie Vartan.
Chanteuse française d'origine bulgare, Sylvie Vartan commence sa carrière en France en 1961. Publiant plus d'une quarantaine d'albums, elle connaît le succès avec plusieurs chansons, parmi lesquelles La plus belle pour aller danser, Comme un garçon, La Maritza, 2'35 de bonheur, Irrésistiblement et J'ai un problème (en duo avec Johnny Hallyday).

Elle a également repris plusieurs titres étrangers en les adaptant en langue française, tels que Le locomotion, I'm watching, Dansons, Si je chante, Bye bye Leroy Brown, Qu'est-ce qui fait pleurer les blondes ?, Petit rainbow, Nicolas, ou encore L'amour c'est comme une cigarette.
Plusieurs chiffres apparaissent dans les médias au sujet de ses ventes de disques,,,.

En France, pays où elle a classé 26 chansons dans le Top 10, le total de ses ventes est estimé à près de 19 millions.

Elle a également classé 5 chansons dans le Top 10 italien, 4 dans le top 10 espagnol, et a été n°1 au Japon avec La plus belle pour aller danser.

## Albums

### Albums studio
- 1962 : Sylvie
- 1963 : Twiste et chante
- 1964 : À Nashville
- 1965 : Gift Wrapped from Paris
- 1966 : Il y a deux filles en moi
- 1967 : 2'35 de bonheur
- 1967 : Comme un garçon
- 1968 : La Maritza
- 1970 : Aime-moi
- 1971 : Sympathie
- 1973 : J'ai un problème
- 1974 : Je chante pour Swanee
- 1974 : Shang shang a lang
- 1974 : Les Chemins de ma vie
- 1975 : Show Sylvie Vartan
- 1976 : Qu'est-ce qui fait pleurer les blondes ?
- 1976 : Ta sorcière bien-aimée
- 1977 : Georges
- 1977 : Dancing Star
- 1978 : Fantaisie
- 1979 : I Don't Want the Night to End
- 1979 : Déraisonnable
- 1980 : Bienvenue solitude
- 1981 : Ça va mal
- 1982 : De choses et d'autres
- 1983 : Danse ta vie
- 1984 : Des heures de désir
- 1985 : Made in USA
- 1986 : Virage
- 1989 : Confidanses
- 1992 : Vent d'ouest
- 1996 : Toutes les femmes ont un secret
- 1998 : Sensible
- 2004 : Sylvie
- 2007 : Nouvelle vague
- 2009 : Toutes peines confondues
- 2010 : Soleil bleu
- 2013 : Sylvie in Nashville
- 2018 : Avec toi
- 2021 : Merci pour le regard

| Année | Album                                    | Classements | Classements | Classements | Classements | Classements | Classements | Classements | Classements | Classements | Classements | Classements | Classements | Classements | Classements | Classements | Classements | Certifications |
| Année | Album                                    | ÉU          | CAN         | RU          | IRL         | FRA         | BE/W        | BE/F        | SUI         | ITA         | ESP         | PB          | ALL         | AUT         | SUE         | FIN         | AUS         | Certifications |
| ----- | ---------------------------------------- | ----------- | ----------- | ----------- | ----------- | ----------- | ----------- | ----------- | ----------- | ----------- | ----------- | ----------- | ----------- | ----------- | ----------- | ----------- | ----------- | -------------- |
| 1976  | Qu'est-ce qui fait pleurer les blondes ? | -           | -           | -           |             |             |             |             |             | -           | -           | -           | -           | -           | -           | -           | -           | : Or           |
| 1976  | Ta sorcière bien-aimée                   | -           | -           | -           |             |             |             |             |             | -           | -           | -           | -           | -           | -           | -           | -           | : Or           |
| 1977  | Georges                                  | -           | -           | -           |             |             |             |             |             | -           | -           | -           | -           | -           | -           | -           | -           | : Or           |
| 1979  | Déraisonnable                            | -           | -           | -           |             |             |             |             |             | -           | -           | -           | -           | -           | -           | -           | -           | : Or           |
| 1981  | Ça va mal                                | -           | -           | -           |             |             |             |             |             | -           | -           | -           | -           | -           | -           | -           | -           | : Or           |
| 1996  | Toutes les femmes ont un secret          | -           | -           | -           | -           | 17          | -           | -           | -           | -           | -           | -           | -           | -           | -           | -           | -           |                |
| 1998  | Sensible                                 | -           | -           | -           | -           | 29          | -           | -           | -           | -           | -           | -           | -           | -           | -           | -           | -           |                |
| 2004  | Sylvie                                   | -           | -           | -           | -           | 19          | 58          | -           | -           | -           | -           | -           | -           | -           | -           | -           | -           |                |
| 2007  | Nouvelle vague                           | -           | -           | -           | -           | 21          | 48          | -           | -           | -           | -           | -           | -           | -           | -           | -           | -           |                |
| 2009  | Toutes peines confondues                 | -           | -           | -           | -           | 16          | 31          | -           | -           | -           | -           | -           | -           | -           | -           | -           | -           |                |
| 2010  | Soleil bleu                              | -           | -           | -           | -           | 52          | -           | -           | -           | -           | -           | -           | -           | -           | -           | -           | -           |                |
| 2013  | Sylvie in Nashville                      | -           | -           | -           | -           | 19          | 38          | -           | 88          | -           | -           | -           | -           | -           | -           | -           | -           |                |
| 2018  | Avec toi                                 | -           | -           | -           | -           | 23          | 27          | 192         | 40          | -           | -           | -           | -           | -           | -           | -           | -           |                |
| 2021  | Merci pour le regard                     | -           | -           | -           | -           | 17          | 16          | -           | 35          | -           | -           | -           | -           | -           | -           | -           | -           |                |

Ne sont présentés ci-dessus que les albums ayant été classés ou ayant reçu un disque de certification.
Les cases grisées signifient que les classements ne sont pas disponibles.

### Réenregistrements
| Année | Album                   | Classements | Classements | Classements | Classements | Classements | Classements | Classements | Classements | Classements | Classements | Classements | Classements | Classements | Classements | Classements | Classements | Certifications |
| Année | Album                   | ÉU          | CAN         | RU          | IRL         | FRA         | BE/W        | BE/F        | SUI         | ITA         | ESP         | PB          | ALL         | AUT         | SUE         | FIN         | AUS         | Certifications |
| ----- | ----------------------- | ----------- | ----------- | ----------- | ----------- | ----------- | ----------- | ----------- | ----------- | ----------- | ----------- | ----------- | ----------- | ----------- | ----------- | ----------- | ----------- | -------------- |
| 1994  | Sessions acoustiques    | -           | -           | -           | -           | -           |             | -           | -           | -           | -           | -           | -           | -           | -           | -           | -           |                |
| 1999  | Irrésistiblement Sylvie | -           | -           | -           | -           | 50          | -           | -           | -           | -           | -           | -           | -           | -           | -           | -           | -           |                |
| 2015  | Une vie en musique      | -           | -           | -           | -           | 76          | 111         | -           | -           | -           | -           | -           | -           | -           | -           | -           | -           |                |

### Albums pour enfants
- 1997 : Sylvie Vartan chante pour les enfants
- 1998 : Sylvie Vartan chante pour les enfants, vol.2

### Albums Live
- 1970 : A l'Olympia
- 1972 : A l'Olympia
- 1975 : Show au Palais des Congrès
- 1977 : Au Palais des Congrès
- 1981 : Palais des Sports 81
- 1982 : In Las Vegas
- 1983 : Palais des Congrès Live
- 1990 : Enregistrement public à Sofia
- 1995 : Au Casino de Paris
- 1997 : A l'Olympia
- 1999 : Olympia Tour de siècle
- 2005 : Palais des Congrès
- 2010 : Sylvie Live

| Année | Album              | Classements | Classements | Classements | Classements | Classements | Classements | Classements | Classements | Classements | Classements | Classements | Classements | Classements | Classements | Classements | Classements | Certifications |
| Année | Album              | ÉU          | CAN         | RU          | IRL         | FRA         | BE/W        | BE/F        | SUI         | ITA         | ESP         | PB          | ALL         | AUT         | SUE         | FIN         | AUS         | Certifications |
| ----- | ------------------ | ----------- | ----------- | ----------- | ----------- | ----------- | ----------- | ----------- | ----------- | ----------- | ----------- | ----------- | ----------- | ----------- | ----------- | ----------- | ----------- | -------------- |
| 1995  | Au Casino de Paris | -           | -           | -           | -           | 7           | -           | -           | -           | -           | -           | -           | -           | -           | -           | -           | -           |                |
| 1997  | A l'Olympia        | -           | -           | -           | -           | 46          | -           | -           | -           | -           | -           | -           | -           | -           | -           | -           | -           |                |
| 2005  | Palais des Congrès | -           | -           | -           | -           | 39          | -           | -           | -           | -           | -           | -           | -           | -           | -           | -           | -           |                |
| 2010  | Sylvie Live        | -           | -           | -           | -           | 69          | -           | -           | -           | -           | -           | -           | -           | -           | -           | -           | -           |                |

Ne sont présentés ci-dessus que les albums ayant été classés ou ayant reçu un disque de certification.

### Principales compilations
- 1968 : Disque d'or
- 1969 : Story, volumes 1 à 3
- 1970 : Story, volume 4
- 1974 : Les Chemins de ma vie
- 1975 : Disque d'or « Danse-la, chante-la »
- 1976 : Sha la la
- 1981 : Disque d'or
- 1984 : 20 ans de succès
- 1986 : Best of
- 1990 : Est-ce que tu le sais ?
- 1993 : La Storia
- 1995 : L'essentiel
- 1999 : Les années RCA
- 2002 : Les années Universal
- 2004 : Les années RCA 1961-1983
- 2008 : Les 50 plus belles chansons

| Année | Album                       | Classements | Classements | Classements | Classements | Classements | Classements | Classements | Classements | Classements | Classements | Classements | Classements | Classements | Classements | Classements | Classements | Certifications |
| Année | Album                       | ÉU          | CAN         | RU          | IRL         | FRA         | BE/W        | BE/F        | SUI         | ITA         | ESP         | PB          | ALL         | AUT         | SUE         | FIN         | AUS         | Certifications |
| ----- | --------------------------- | ----------- | ----------- | ----------- | ----------- | ----------- | ----------- | ----------- | ----------- | ----------- | ----------- | ----------- | ----------- | ----------- | ----------- | ----------- | ----------- | -------------- |
| 1995  | L'essentiel                 | -           | -           | -           | -           | 16          | -           | -           | -           | -           | -           | -           | -           | -           | -           | -           | -           |                |
| 2004  | Les années RCA 1961-1983    | -           | -           | -           | -           | 10          | 47          | -           | -           | -           | -           | -           | -           | -           | -           | -           | -           |                |
| 2008  | Les 50 plus belles chansons | -           | -           | -           | -           | 11          | -           | -           | -           | -           | -           | -           | -           | -           | -           | -           | -           |                |

Ne sont présentés ci-dessus que les albums ayant été classés ou ayant reçu un disque de certification.

 Les cases vertes signifient qu'il s'agit du Top Compilations et non du Top Albums.

#### Intégrales
- 1995 : Années RCA : Intégrale studio (1961/1986)
- 2004 : Années RCA : Intégrale Live (1970/1983)
- 2012 : The Ultimate Collection (1962/1986)

## Singles

### Années 1960
| Année | Single                                    | Classements | Classements | Classements | Classements | Classements | Classements | Classements | Classements | Classements | Classements | Classements | Classements | Classements | Classements | Classements | Classements | Ventes         |
| Année | Single                                    | ÉU          | CAN         | RU          | IR          | FRA         | BE/W        | BE/F        | SUI         | ITA         | ESP         | PB          | ALL         | SUE         | FIN         | ARG         | JAP         | Ventes         |
| ----- | ----------------------------------------- | ----------- | ----------- | ----------- | ----------- | ----------- | ----------- | ----------- | ----------- | ----------- | ----------- | ----------- | ----------- | ----------- | ----------- | ----------- | ----------- | -------------- |
| 1961  | Panne d'essence (avec Frankie Jordan)     | -           | -           | -           | -           | -           | 46          | -           | -           | -           | -           | -           | -           | -           | -           | -           | -           |                |
| 1962  | Quand le film est triste                  | -           | -           | -           | -           | -           | 29          | -           | -           | -           | -           | -           | -           | -           | -           | -           | -           |                |
| 1962  | Est-ce que tu le sais ?                   | -           | -           | -           | -           | -           | 32          | -           | -           | -           | -           | -           | -           | -           | -           | -           | -           |                |
| 1962  | Qui aurait dit ça ?                       | -           | -           | -           | -           | -           | -           | -           | -           | -           | -           | -           | -           | -           | -           | -           | -           |                |
| 1962  | Baby c'est vous                           | -           | -           | -           | -           | -           | -           | -           | -           | -           | -           | -           | -           | -           | -           | -           | -           |                |
| 1962  | Madison Twist                             | -           | -           | -           | -           | 12          | 33          | -           | -           | -           | -           | -           | -           | -           | -           | -           | -           |                |
| 1962  | Le locomotion                             | -           | -           | -           | -           | 10          | (6)         | -           | -           | -           | -           | -           | -           | -           | -           | -           | -           |                |
| 1963  | Tous mes copains Dansons                  | -           | -           | -           | -           | 2           | 12          | -           | -           | -           | -           | -           | -           | -           | -           | -           | -           | 150 000        |
| 1963  | Tous mes copains Dansons                  | -           | -           | -           | -           | 2           | 12          | -           | -           | -           | 9           | -           | -           | -           | -           | -           | -           | 150 000        |
| 1963  | Il revient                                | -           | -           | -           | -           | 5           | 33          | -           | -           | -           | -           | -           | -           | -           | -           | -           | -           | 100 000        |
| 1963  | En écoutant la pluie                      | -           | -           | -           | -           | 6           | (11)        | -           | -           | -           | 7           | -           | -           | -           | -           | -           | -           | 100 000        |
| 1963  | I'm watching                              | -           | -           | -           | -           | 3           | 8           | -           | -           | -           | -           | -           | -           | -           | -           | -           | -           | 150 000        |
| 1963  | Twiste et chante                          | -           | -           | -           | -           | -           | -           | -           | -           | -           | -           | -           | -           | -           | -           | -           | -           |                |
| 1963  | Si je chante                              | -           | -           | -           | -           | 1           | 6           | -           | -           | -           | 1           | -           | -           | -           | -           | 4           | -           | 300 000        |
| 1964  | La plus belle pour aller danser           | -           | -           | -           | -           | 1           | 3           | -           | -           | -           | 2           | -           | -           | -           | -           | -           | 1           | 300 000        |
| 1964  | Mister Moonlight                          | -           | -           | -           | -           | -           | -           | -           | -           | -           | -           | -           | -           | -           | -           | -           | -           |                |
| 1964  | Sha la la                                 | -           | -           | -           | -           | 15          | 14          | -           | -           | -           | -           | -           | -           | -           | -           | 8           | -           | 50 000         |
| 1964  | L'homme en noir                           | -           | -           | -           | -           | 6           | 15          | -           | -           | -           | -           | -           | -           | -           | -           | (2)         | -           | 150 000        |
| 1965  | Dans tes bras                             | -           | -           | -           | -           | 8           | 26          | -           | -           | -           | -           | -           | -           | -           | -           | -           | -           | 100 000        |
| 1965  | Cette lettre-là                           | -           | -           | -           | -           | 17          | 23          | -           | -           | -           | -           | -           | -           | -           | -           | -           | -           | 50 000         |
| 1965  | Quand tu es là                            | -           | -           | -           | -           | 5           | 18          | -           | -           | -           | -           | -           | -           | -           | -           | -           | -           | 150 000        |
| 1965  | N'oublie pas qu'il est à moi              | -           | -           | -           | -           | -           | -           | -           | -           | -           | -           | -           | -           | -           | -           | (12)        | -           |                |
| 1965  | C'était trop beau                         | -           | -           | -           | -           | -           | 29          | -           | -           | -           | -           | -           | -           | -           | -           | -           | -           |                |
| 1966  | Il y a deux filles en moi                 | -           | -           | -           | -           | 14          | 22          | -           | -           | -           | -           | -           | -           | -           | -           | -           | -           | 50 000         |
| 1966  | Mister John B.                            | -           | -           | -           | -           | -           | 35          | -           | -           | -           | -           | -           | -           | -           | -           | -           | -           |                |
| 1966  | Ballade pour un sourire                   | -           | -           | -           | -           | 16          | 17          | -           | -           | -           | -           | -           | -           | -           | -           | -           | -           | 50 000         |
| 1967  | Par amour, par pitié                      | -           | -           | -           | -           | 11          | 2           | -           | -           | -           | -           | -           | -           | -           | -           | -           | -           | 75 000         |
| 1967  | 2min35 de bonheur (avec Carlos)           | -           | -           | -           | -           | 2           | 9           | -           | -           | 2           | -           | -           | -           | -           | -           | -           | -           | 200 000        |
| 1967  | Un peu de tendresse                       | -           | -           | -           | -           | -           | 12          | -           | -           | -           | -           | -           | -           | -           | -           | -           | -           |                |
| 1967  | Le kid                                    | -           | -           | -           | -           | 19          | 19          | -           | -           | -           | -           | -           | -           | -           | -           | -           | -           | 50 000         |
| 1968  | Comme un garçon                           | -           | -           | -           | -           | 2           | 8           | -           | -           | 7           | -           | -           | -           | -           | -           | -           | -           | 200 000        |
| 1968  | L'oiseau                                  | -           | -           | -           | -           | 9           | 27          | -           | -           | -           | -           | -           | -           | -           | -           | -           | -           | 75 000         |
| 1968  | Baby Capone Irrésistiblement              | -           | -           | -           | -           | 3           | 4           | -           | -           | -           | -           | -           | -           | -           | -           | -           | -           | 250 000        |
| 1968  | Baby Capone Irrésistiblement              | -           | -           | -           | -           | 3           | 4           | -           | -           | 2           | -           | -           | -           | -           | -           | -           | 18          | 250 000        |
| 1968  | La Maritza                                | -           | -           | -           | -           | 4           | 4           | -           | -           | -           | -           | -           | -           | -           | 4           | -           | 71          | 200 000        |
| 1968  | Zum zum zum                               | -           | -           | -           | -           | -           | 35          | -           | -           | 2           | -           | -           | -           | -           | -           | -           | -           |                |
| 1969  | On a toutes besoin d'un homme             | -           | -           | -           | -           | 7           | 23          | -           | -           | -           | -           | -           | -           | -           | -           | -           | -           | 100 000        |
| 1969  | Buonasera, buonasera                      | -           | -           | -           | -           | -           | -           | -           | -           | 6           | -           | -           | -           | -           | -           | -           | -           |                |
| 1969  | Blam blam blam                            | -           | -           | -           | -           | -           | -           | -           | -           | 14          | -           | -           | -           | -           | -           | -           | -           |                |
| 1969  | Le roi David                              | -           | -           | -           | -           | -           | 25          | -           | -           | -           | -           | -           | -           | -           | -           | -           | -           | 50 000         |
| 1969  | Festa negli occhi festa nel cuore         | -           | -           | -           | -           | -           | -           | -           | -           | 23          | -           | -           | -           | -           | -           | -           | -           |                |
| 1969  | Les hommes (qui n'ont plus rien à perdre) | -           | -           | -           | -           | 11          | 16          | -           | -           | -           | -           | -           | -           | -           | -           | -           | 11          | 75 000 198 000 |

Les cases colorées signifient que le classement n'est pas celui de Sylvie Vartan mais de la chanson en elle-même, tous interprètes confondus. Le détail des différents interprètes est indiqué en note, à côté de chaque titre.

 Les cases orangées signifient que la version de Sylvie Vartan était celle ayant rencontré le plus de succès.

 Les cases vertes signifient que la version de Sylvie Vartan n'était pas le succès principal. Le meilleur classement de la chanson (tous interprètes confondus) est toutefois indiqué entre parenthèses.

### Années 1970
| Année | Single                                                      | Classements | Classements | Classements | Classements | Classements | Classements | Classements | Classements | Classements | Classements | Classements | Classements | Classements | Classements | Classements | Classements | Ventes  |
| Année | Single                                                      | ÉU          | CAN         | RU          | IR          | FRA         | BE/W        | BE/F        | SUI         | ITA         | ESP         | PB          | ALL         | SUE         | FIN         | ARG         | JAP         | Ventes  |
| ----- | ----------------------------------------------------------- | ----------- | ----------- | ----------- | ----------- | ----------- | ----------- | ----------- | ----------- | ----------- | ----------- | ----------- | ----------- | ----------- | ----------- | ----------- | ----------- | ------- |
| 1970  | Aime-moi                                                    | -           | -           | -           | -           | 13          | 23          | -           | -           | -           | -           | -           | -           | -           | -           | -           | 70          | 75 000  |
| 1970  | J'ai deux mains, j'ai deux pieds, une bouche et puis un nez | -           | -           | -           | -           | -           | 17          | -           | -           | -           | -           | -           | -           | -           | -           | -           | -           | 60 000  |
| 1971  | Loup                                                        | -           | -           | -           | -           | -           | 22          | -           | -           | -           | -           | -           | -           | -           | -           | -           | -           | 60 000  |
| 1971  | Parle-moi de ta vie                                         | -           | -           | -           | -           | -           | 19          | -           | -           | -           | -           | -           | -           | -           | -           | -           | -           |         |
| 1972  | Dilindam                                                    | -           | -           | -           | -           | -           | 32          | -           | -           | -           | -           | -           | -           | -           | -           | -           | -           |         |
| 1972  | Caro Mozart                                                 | -           | -           | -           | -           | -           | -           | -           | -           | 24          | -           | -           | -           | -           | -           | -           | 21          |         |
| 1972  | L'heure la plus douce de ma vie                             | -           | -           | -           | -           | -           | 46          | -           | -           | -           | -           | -           | -           | -           | -           | -           | -           |         |
| 1972  | La gioventu                                                 | -           | -           | -           | -           | -           | -           | -           | -           | -           | -           | -           | -           | -           | -           | -           | 95          |         |
| 1972  | Mon père                                                    | -           | -           | -           | -           | -           | 24          | -           | -           | -           | -           | -           | -           | -           | -           | -           | -           | 75 000  |
| 1973  | Non, je ne suis plus la même                                | -           | -           | -           | -           | -           | 30          | -           | -           | -           | -           | -           | -           | -           | -           | -           | -           |         |
| 1973  | J'ai un problème (avec Johnny Hallyday)                     | -           | -           | -           | -           | 1           | 2           | -           | -           | -           | -           | -           | -           | -           | -           | -           | -           | 700 000 |
| 1973  | La vie c'est du cinéma                                      | -           | -           | -           | -           | -           | -           | -           | -           | -           | -           | -           | -           | -           | -           | -           | -           |         |
| 1973  | L'homme que tu seras                                        | -           | -           | -           | -           | -           | -           | -           | -           | -           | -           | -           | -           | -           | -           | -           | -           |         |
| 1974  | L'amour au diapason                                         | -           | -           | -           | -           | 6           | 22          | -           | -           | -           | -           | -           | -           | -           | -           | -           | -           | 250 000 |
| 1974  | Bye Bye Leroy Brown                                         | -           | -           | -           | -           | 8           | 17          | -           | -           | -           | -           | -           | -           | -           | -           | -           | -           | 200 000 |
| 1974  | Da dou ron ron                                              | -           | -           | -           | -           | -           | 27          | -           | -           | -           | -           | -           | -           | -           | -           | -           | -           | 75 000  |
| 1974  | Shang shang lang                                            | -           | -           | -           | -           | -           | 24          | -           | -           | -           | -           | -           | -           | -           | -           | -           | -           | 100 000 |
| 1975  | Tout au fond des tiroirs                                    | -           | -           | -           | -           | -           | -           | -           | -           | -           | -           | -           | -           | -           | -           | -           | -           |         |
| 1975  | La drôle de fin                                             | -           | -           | -           | -           | 8           | 9           | -           | -           | -           | -           | -           | -           | -           | -           | -           | -           | 200 000 |
| 1975  | Danse-la, chante-la                                         | -           | -           | -           | -           | 6           | 4           | -           | -           | -           | -           | -           | -           | -           | -           | -           | -           | 400 000 |
| 1976  | Qu'est-ce qui fait pleurer les blondes ?                    | -           | -           | -           | -           | -           | 1           | -           | -           | -           | -           | -           | -           | -           | -           | -           | -           | 600 000 |
| 1976  | L'amour c'est comme les bateaux                             | -           | -           | -           | -           | 12          | 13          | -           | -           | -           | -           | -           | -           | -           | -           | -           | -           | 200 000 |
| 1976  | Ta sorcière bien-aimée                                      | -           | -           | -           | -           | 3           | 5           | -           | -           | -           | -           | -           | -           | -           | -           | -           | -           | 250 000 |
| 1977  | Le temps du swing                                           | -           | -           | -           | -           | -           | 5           | -           | -           | -           | -           | -           | -           | -           | -           | -           | -           |         |
| 1977  | Masculin singulier                                          | -           | -           | -           | -           | -           | 32          | -           | -           | -           | -           | -           | -           | -           | -           | -           | -           |         |
| 1977  | Petit rainbow                                               | -           | -           | -           | -           | 3           | 1           | -           | -           | -           | -           | -           | -           | -           | -           | -           | -           | 300 000 |
| 1977  | Georges                                                     | -           | -           | -           | -           | -           | 40          | -           | -           | -           | -           | -           | -           | -           | -           | -           | -           | 75 000  |
| 1978  | Disco Queen                                                 | -           | -           | -           | -           | -           |             | -           | -           | -           | -           | -           | -           | -           | -           | -           | 47          | 100 000 |
| 1978  | Solitude                                                    | -           | -           | -           | -           | 12          |             | -           | -           | -           | -           | -           | -           | -           | -           | -           | -           | 250 000 |
| 1978  | Fantaisie                                                   | -           | -           | -           | -           | -           |             | -           | -           | -           | -           | -           | -           | -           | -           | -           | -           | 80 000  |
| 1979  | I Don't Want the Night to End                               | -           | -           | -           | -           | -           |             | -           | -           | -           | -           | -           | -           | -           | -           | -           | -           | 100 000 |
| 1979  | Please stay                                                 | -           | -           | -           | -           | -           |             | -           | -           | -           | -           | -           | -           | -           | -           | -           | -           |         |
| 1979  | Nicolas                                                     | -           | -           | -           | -           | 4           |             | -           | -           | -           | -           | -           | -           | -           | -           | -           | -           | 400 000 |

Les cases grisées signifient que les classements ne sont pas disponibles.

### Années 1980
| Année | Single                                               | Classements | Classements | Classements | Classements | Classements | Classements | Classements | Classements | Classements | Classements | Classements | Classements | Classements | Classements | Classements | Classements | Ventes  |
| Année | Single                                               | ÉU          | CAN         | RU          | IR          | FRA         | BE/W        | BE/F        | SUI         | ITA         | ESP         | PB          | ALL         | SUE         | FIN         | ARG         | JAP         | Ventes  |
| ----- | ---------------------------------------------------- | ----------- | ----------- | ----------- | ----------- | ----------- | ----------- | ----------- | ----------- | ----------- | ----------- | ----------- | ----------- | ----------- | ----------- | ----------- | ----------- | ------- |
| 1980  | Tape, tape                                           | -           | -           | -           | -           | 12          |             | -           | -           | -           | -           | -           | -           | -           | -           | -           | -           | 200 000 |
| 1980  | La chanson au brouillon                              | -           | -           | -           | -           | -           |             | -           | -           | -           | -           | -           | -           | -           | -           | -           | -           |         |
| 1981  | L'amour c'est comme une cigarette                    | -           | -           | -           | -           | 6           |             | -           | -           | -           | -           | -           | -           | -           | -           | -           | -           | 300 000 |
| 1981  | Orient-express                                       | -           | -           | -           | -           | -           |             | -           | -           | -           | -           | -           | -           | -           | -           | -           | -           |         |
| 1982  | La sortie de secours                                 | -           | -           | -           | -           | -           |             | -           | -           | -           | -           | -           | -           | -           | -           | -           | -           | 80 000  |
| 1982  | Marathon Woman                                       | -           | -           | -           | -           | -           |             | -           | -           | -           | -           | -           | -           | -           | -           | -           | -           |         |
| 1983  | Avec l'amour                                         | -           | -           | -           | -           | -           |             | -           | -           | -           | -           | -           | -           | -           | -           | -           | -           |         |
| 1983  | La première fois qu'on s'aimera (avec Michel Sardou) | -           | -           | -           | -           | 5           |             | -           | -           | -           | -           | -           | -           | -           | -           | -           | -           | 400 000 |
| 1983  | Danse ta vie                                         | -           | -           | -           | -           | -           |             | -           | -           | -           | -           | -           | -           | -           | -           | -           | -           |         |
| 1984  | Encore !                                             | -           | -           | -           | -           | -           |             | -           | -           | -           | -           | -           | -           | -           | -           | -           | -           |         |
| 1984  | Déclare l'amour comme la guerre                      | -           | -           | -           | -           | -           |             | -           | -           | -           | -           | -           | -           | -           | -           | -           | -           |         |
| 1984  | Love again (avec John Denver)                        | 85          | -           | -           | -           | -           |             | -           | -           | -           | -           | -           | -           | -           | -           | -           | -           |         |
| 1985  | Des heures de désirs                                 | -           | -           | -           | -           | -           |             | -           | -           | -           | -           | -           | -           | -           | -           | -           | -           |         |
| 1985  | Double explosure                                     | -           | -           | -           | -           | -           |             | -           | -           | -           | -           | -           | -           | -           | -           | -           | -           |         |
| 1985  | One shot lover                                       | -           | -           | -           | -           | -           |             | -           | -           | -           | -           | -           | -           | -           | -           | -           | -           |         |
| 1986  | Rien à faire                                         | -           | -           | -           | -           | -           |             | -           | -           | -           | -           | -           | -           | -           | -           | -           | -           |         |
| 1987  | Tu n'as rien compris                                 | -           | -           | -           | -           | -           |             | -           | -           | -           | -           | -           | -           | -           | -           | -           | -           |         |
| 1987  | Femme sous influence                                 | -           | -           | -           | -           | -           |             | -           | -           | -           | -           | -           | -           | -           | -           | -           | -           |         |
| 1989  | C'est fatal                                          | -           | -           | -           | -           | -           |             | -           | -           | -           | -           | -           | -           | -           | -           | -           | -           |         |

Les cases grisées signifient que les classements ne sont pas disponibles.

### Années 1990
| Année | Single                      | Classements | Classements | Classements | Classements | Classements | Classements | Classements | Classements | Classements | Classements | Classements | Classements | Classements | Classements | Classements | Classements | Ventes |
| Année | Single                      | ÉU          | CAN         | RU          | IR          | FRA         | BE/W        | BE/F        | SUI         | ITA         | ESP         | PB          | ALL         | SUE         | FIN         | ARG         | JAP         | Ventes |
| ----- | --------------------------- | ----------- | ----------- | ----------- | ----------- | ----------- | ----------- | ----------- | ----------- | ----------- | ----------- | ----------- | ----------- | ----------- | ----------- | ----------- | ----------- | ------ |
| 1990  | Il pleut sur London         | -           | -           | -           | -           | -           |             | -           | -           | -           | -           | -           | -           | -           | -           | -           | -           |        |
| 1990  | Quand tu es là (version 90) | -           | -           | -           | -           | 48          |             | -           | -           | -           | -           | -           | -           | -           | -           | -           | -           |        |
| 1992  | Qui tu es ?                 | -           | -           | -           | -           | -           |             | -           | -           | -           | -           | -           | -           | -           | -           | -           | -           |        |
| 1993  | Tes tendres années          | -           | -           | -           | -           | 18          |             | -           | -           | -           | -           | -           | -           | -           | -           | -           | -           |        |
| 1994  | Moi je pense encore à toi   | -           | -           | -           | -           | -           |             | -           | -           | -           | -           | -           | -           | -           | -           | -           | -           |        |
| 1995  | Cette lettre-là             | -           | -           | -           | -           | -           | -           | -           | -           | -           | -           | -           | -           | -           | -           | -           | -           |        |
| 1995  | Quelqu'un qui m'ressemble   | -           | -           | -           | -           | -           | -           | -           | -           | -           | -           | -           | -           | -           | -           | -           | -           |        |
| 1996  | Je n'aime encore que toi    | -           | -           | -           | -           | 20          | -           | -           | -           | -           | -           | -           | -           | -           | -           | -           | -           |        |
| 1997  | Back to L.A (Remix)         | -           | -           | -           | -           | -           | -           | -           | -           | -           | -           | -           | -           | -           | -           | -           | -           |        |
| 1999  | J'aime un homme marié       | -           | -           | -           | -           | -           | -           | -           | -           | -           | -           | -           | -           | -           | -           | -           | -           |        |
| 1999  | Les robes                   | -           | -           | -           | -           | 91          | -           | -           | -           | -           | -           | -           | -           | -           | -           | -           | -           |        |

Les cases grisées signifient que les classements ne sont pas disponibles.

### Depuis les années 2000
| Année | Single                          | Classements | Classements | Classements | Classements | Classements | Classements | Classements | Classements | Classements | Classements | Classements | Classements | Classements | Classements | Classements | Classements | Ventes |
| Année | Single                          | ÉU          | CAN         | RU          | IR          | FRA         | BE/W        | BE/F        | SUI         | ITA         | ESP         | PB          | ALL         | SUE         | FIN         | ARG         | JAP         | Ventes |
| ----- | ------------------------------- | ----------- | ----------- | ----------- | ----------- | ----------- | ----------- | ----------- | ----------- | ----------- | ----------- | ----------- | ----------- | ----------- | ----------- | ----------- | ----------- | ------ |
| 2009  | Je chante le blues              | -           | -           | -           | -           | 13          | -           | -           | -           | -           | -           | -           | -           | -           | -           | -           | -           |        |
| 2009  | L'un part, l'autre reste        | -           | -           | -           | -           | 28          | -           | -           | -           | -           | -           | -           | -           | -           | -           | -           | -           |        |
| 2010  | Toutes peines confondues        | -           | -           | -           | -           | 14          | -           | -           | -           | -           | -           | -           | -           | -           | -           | -           | -           |        |
| 2010  | Je me détacherai (avec Doriand) | -           | -           | -           | -           | 11          | -           | -           | -           | -           | -           | -           | -           | -           | -           | -           | -           |        |
| 2010  | L'Albatros                      | -           | -           | -           | -           | -           | -           | -           | -           | -           | -           | -           | -           | -           | -           | -           | -           |        |
| 2010  | Personne                        | -           | -           | -           | -           | -           | -           | -           | -           | -           | -           | -           | -           | -           | -           | -           | -           |        |
| 2015  | Baby it's you                   | -           | -           | -           | -           | -           | -           | -           | -           | -           | -           | -           | -           | -           | -           | -           | -           |        |
| 2020  | Les vents contraires            | -           | -           | -           | -           | -           | -           | -           | -           | -           | -           | -           | -           | -           | -           | -           | -           |        |
| 2022  | Odessa                          | -           | -           | -           | -           | -           | -           | -           | -           | -           | -           | -           | -           | -           | -           | -           | -           |        |

## Participations
- 1967 : Olympia 67 (album live de Johnny Hallyday)
- 1979 : Émilie Jolie
- 1993 : Parc des Princes 1993 (album live de Johnny Hallyday)